# BAE Systems Land Systems
La BAE Systems Land Systems è una divisione della BAE Systems e fa parte del gruppo BAE Systems Land and Armaments.

## Storia
La divisione Land System fu creata nel settembre 2004 quando la BAE fuse l'appena acquistata Alvis Vickers nella BAE Systems RO Defence. A marzo 2005 la BAE Systems annunciò l'acquisizione della United Defense Industries (UDI). Proseguendo il processo d'integrazione il 24 giugno 2005 la BAE Systems annunciò la creazione della BAE Systems Land and Armaments fondendo la United Defense e la BAE Systems Land Systems.

## Organizzazione
- BAE Systems Land Systems (Bridging) Ltd (UK)
- BAE Systems Land Systems (Munitions and Ordnance) Ltd (UK)
- BAE Systems Land Systems (Weapons and Vehicles) Ltd (UK)
- BAE Systems Land Systems South Africa